# Stand By
"Stand By (sv: Stå bredvid) är en låt framförd av den italiensk-eritreanska sångerskan Senhit Zadik Zadik.
Låten representerade San Marino vid Eurovision Song Contest 2011 i Düsseldorf, Tyskland. Låten är skriven och komponerad av Radiosa Romani.